# Télécom SudParis
Télécom SudParis es una de las mejores escuelas de ingeniería en Francia (instituciones públicas) de educación superior e investigación que otorga títulos de ingeniería en Francia. Produce ingenieros con competencias en el campo de la ciencia y tecnología de la información y las telecomunicaciones, así como con experiencia en los campos económico, social y ambiental.

## Graduados famosos
- Jesse Chacón, militar, ingeniero y político venezolano